# Arcfox Kaola
Arcfox Kaola – elektryczny samochód osobowy typu minivan klasy kompaktowej produkowany pod chińską marką Arcfox od 2023 roku.

## Historia i opis modelu

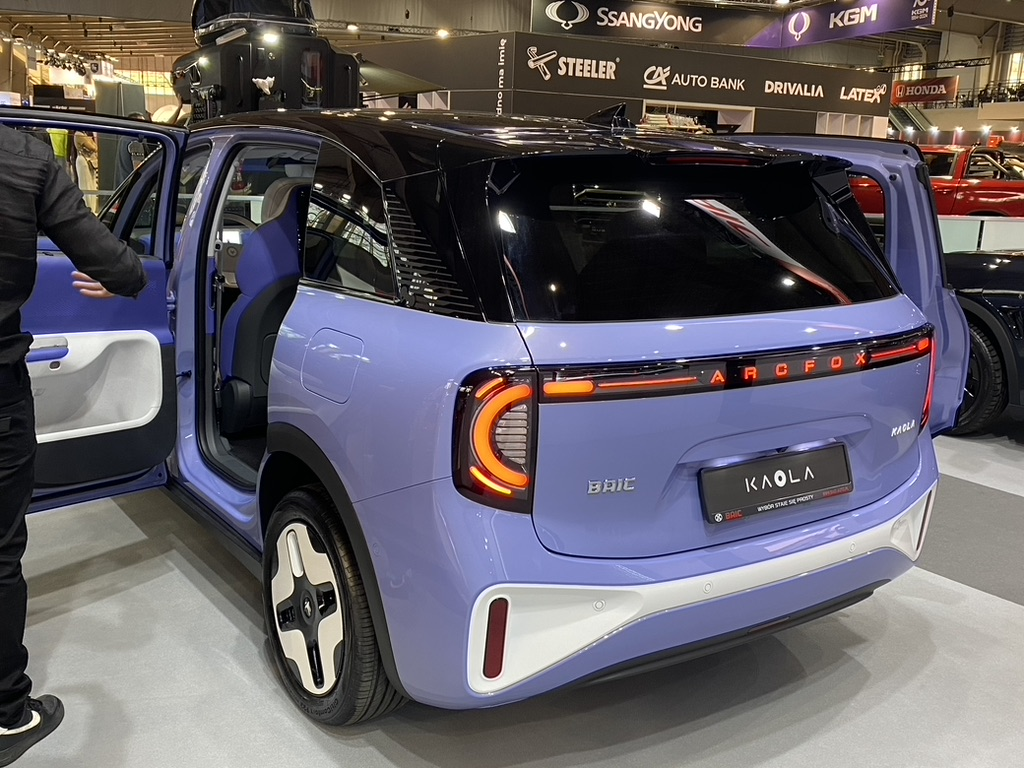
Arcfox Kaola – tył

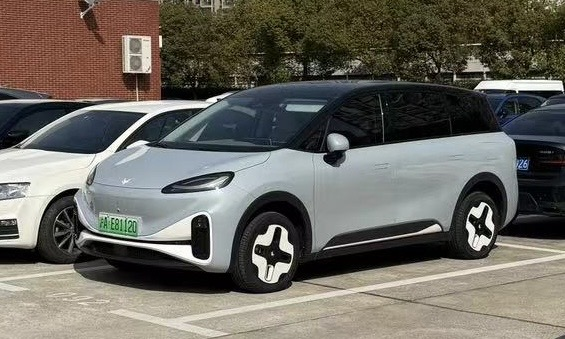
Arcfox Kaola – asymetryczne nadwozie

Model Kaola miał swoją premierę w styczniu 2023 roku, będąc pierwszym minivanem w gamie chińskiego producenta samochodów elektrycznych Arcfox. Kompaktowy model powstał według projektu stylistycznego słynnego włoskiego stylisty Waltera da Silvy, charakteryzując się obłą, pękatą sylwetką wzbogaconą licznymi dwubarwnymi akcentami. Wysoko osadzone, owalne reflektory osadzono wysoko, a pas przedni zdominowała duża obła listwa, w której ulokowano dodatkowe segmenty świetlne.
Nietypowym rozwiązaniem zostało zastosowanie asymetrycznych, tylnych drzwi – po stronie pasażera znalazły się odsuwane, a po stronie kierowcy tradycyjne, uchylane. Zostało to podyktowane grupą docelową z myślą, o której producent skonstruował Kaolę – rodziców małych dzieci z chińskiej klasy średniej. Na lewym miejscu tylnego rzędu siedzeń umiejscowiono fabryczny fotelik dla dziecka, przed którym umieszczono kamerę rozpoznawającą nastrój dziecka. Może ona w ten sposób dostosować nagłośnienie, a także powiadamia kierowcę na głównym ekranie systemu multimedialnego. Ponadto klimatyzacja zyskała rozbudowany system filtrów antywirusowych i oczyszczania powietrza, obok fotelika zamontowano rozkładany stolik do przewijania dziecka.

### Sprzedaż
Arcfox Kaola został zbudowany z myślą o wewnętrznym rynku chińskim, gdzie sprzedaż rozpoczęła się we wrześniu 2023 roku z ceną 131 800 juanów za podstawowy egzemplarz. Ponadto, w kwietniu 2024 podczas targów Poznań Motor Show samochód pojawił się na stoisku koncernu BAIC Group w ramach promocji firmy Arcfox mającej wówczas w ograniczonym zakresie wybrane modele wprowadzić do sprzedaży w Polsce.

### Dane techniczne
Kaola jest samochodem w pełni elektrycznym, zyskując 163-konny silnik elektryczny mogący rozwinąć do 163 km/h prędkości maksymalnej. Bateria LFP dostarczona przez rodzimą firmę CATL scharakteryzowała się pojemnością 58,8 kWh i maksymalnym zasięgiem wynoszącym ok. 500 kilometrów według chińskiej normy pomiarowej CLTC.